# Procladius albitalus
Procladius albitalus är en tvåvingeart som beskrevs av Freeman 1955. Procladius albitalus ingår i släktet Procladius och familjen fjädermyggor. Inga underarter finns listade i Catalogue of Life.